# Cali Állatkert
A Cali Állatkert a kolumbiai Cali egyik nevezetessége. Bár több földrészről és sok országból láthatók itt állatok, fő célja mégis a kolumbiai élővilág bemutatása és megőrzése. Turisztikai szerepe mellett oktatási és kutatási feladatai is vannak. Területe 10 hektár.

## Leírás
Az állatkert a város nyugati részén, a Santa Teresita nevű városrészben található, ott, ahol régen a Bosque Municipal („községi erdő”) terült el. Az intézmény 1969-ben létesült, és kezdetben a város kezelésében állt, de a helytelen irányítás miatt hamarosan a bezárás szélére sodródott. 1981-ben jött létre a Fundación Zoológico de Cali („Cali Állatkert Alapítvány”), amelynek segítségével az állatkert fejlődni kezdett. A 21. század elején a fajok száma 230 fölé,
az egyedek száma 2500 fölé nőtt.
Területe több részre van osztva: van egy óriási, hangyaboly formájú előadóterem, két kis tér vendéglővel, nyilvános telefonnal, egy akvárium, két madárház (az egyikben éjjeli madarak, főleg baglyok kaptak helyet), egy majomház, két hüllőket bemutató hely (az egyikben kifejezetten teknősök vannak), egy lepkeház, egy kétéltűeket bemutató hely, valamint egy külön terület Ausztrália állatainak. Emellett olyan emlősök is megtalálhatók az állatkertben, mint az oroszlán, a zebra  , a zsiráf, a tigris és különféle medvék. Az intézmény lepkék, madarak és más kisebb állatok mellett szurikáták, óriásvidrák, páviánok és szarvasok szaporításával is foglalkozik.

## Híres állatok
Az állatkert története során több állata nevezetessé, szinte az intézmény jelképévé vált:
- Carlitos (galápagosi óriásteknős): az állatkert egyik alapítója cserélt el oroszlánokat egy Quitói állatkerttel, ezen csere alkalmával kapták a teknőst. 2008-ban pusztult el.
- Truncho (bengáli tigris): egy cali magánállatkertből származik, farkát amputálni kellett. Egyszer megszökött, és hogy ne veszélyeztesse az embereket, el kellett pusztítani.
- Stap (barna medve): egy orosz cirkusz adományozta az állatkertnek. 2016-ban pusztult el.
- Indira (bengáli tigris): 2011-ben érkezett csere útján egy Santiago de Chile-i állatkertből. 2014-ben egy Aquiles nevű hímmel párosították, három kölykük jött világra: Kanú, Hati és Bali.
- Rino és Rina (szélesszájú orrszarvúk): kezdetektől fogva itt éltek, és szerették volna őket szaporítani, de ez nem sikerült. 1993-ban és 1998-ban pusztultak el.

## Képek

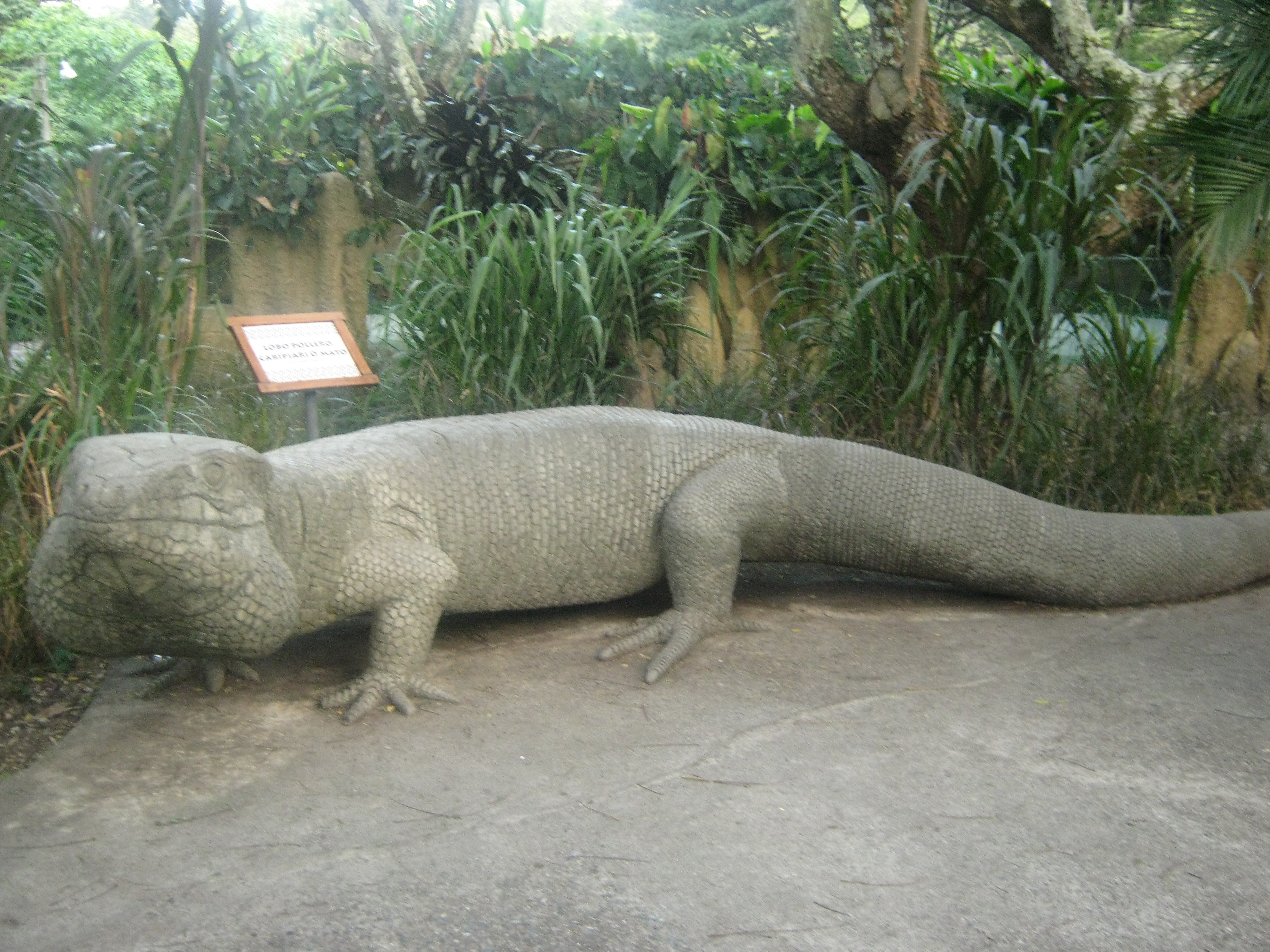
Hatalmas állatszobor
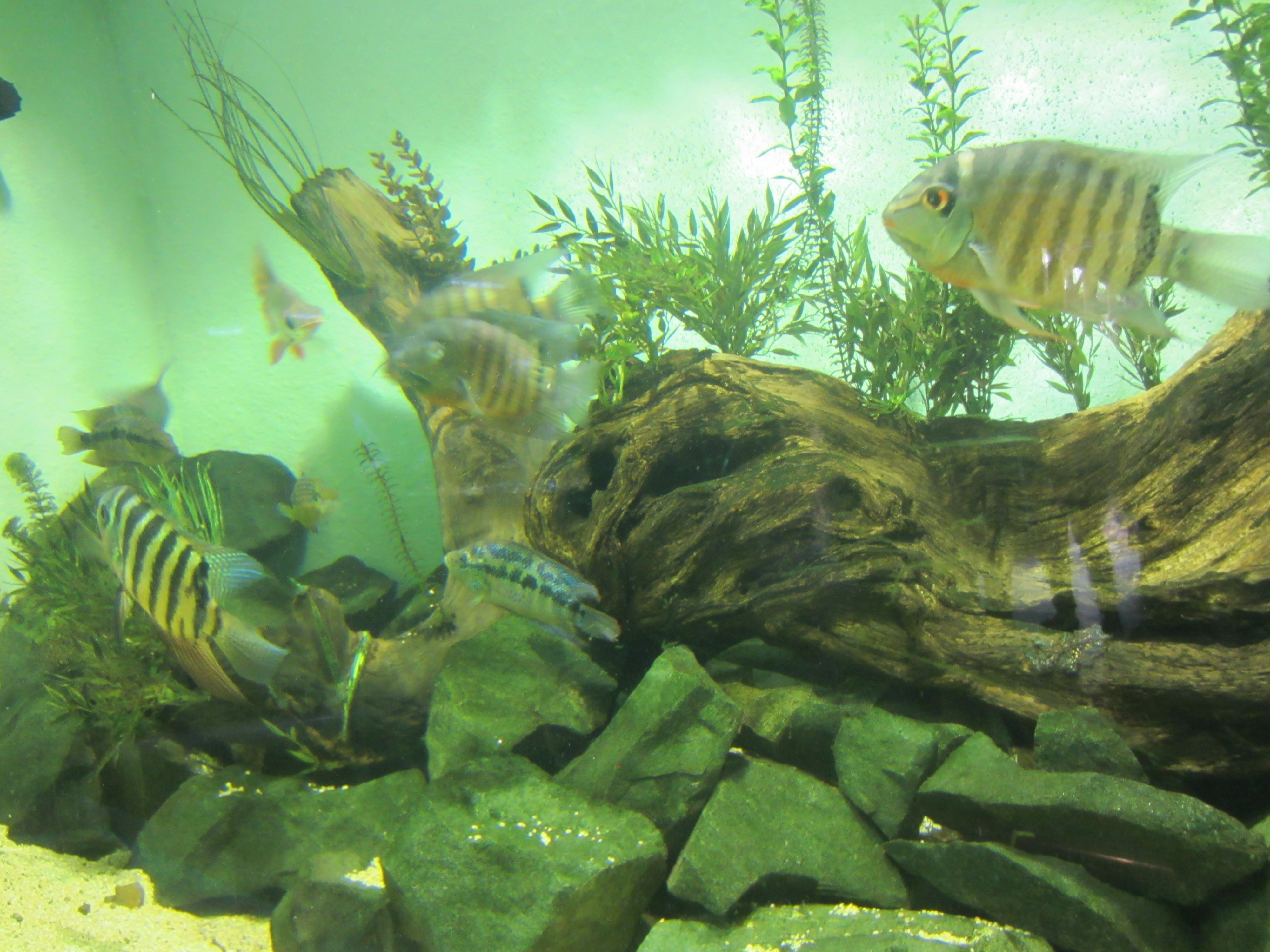
Akvárium
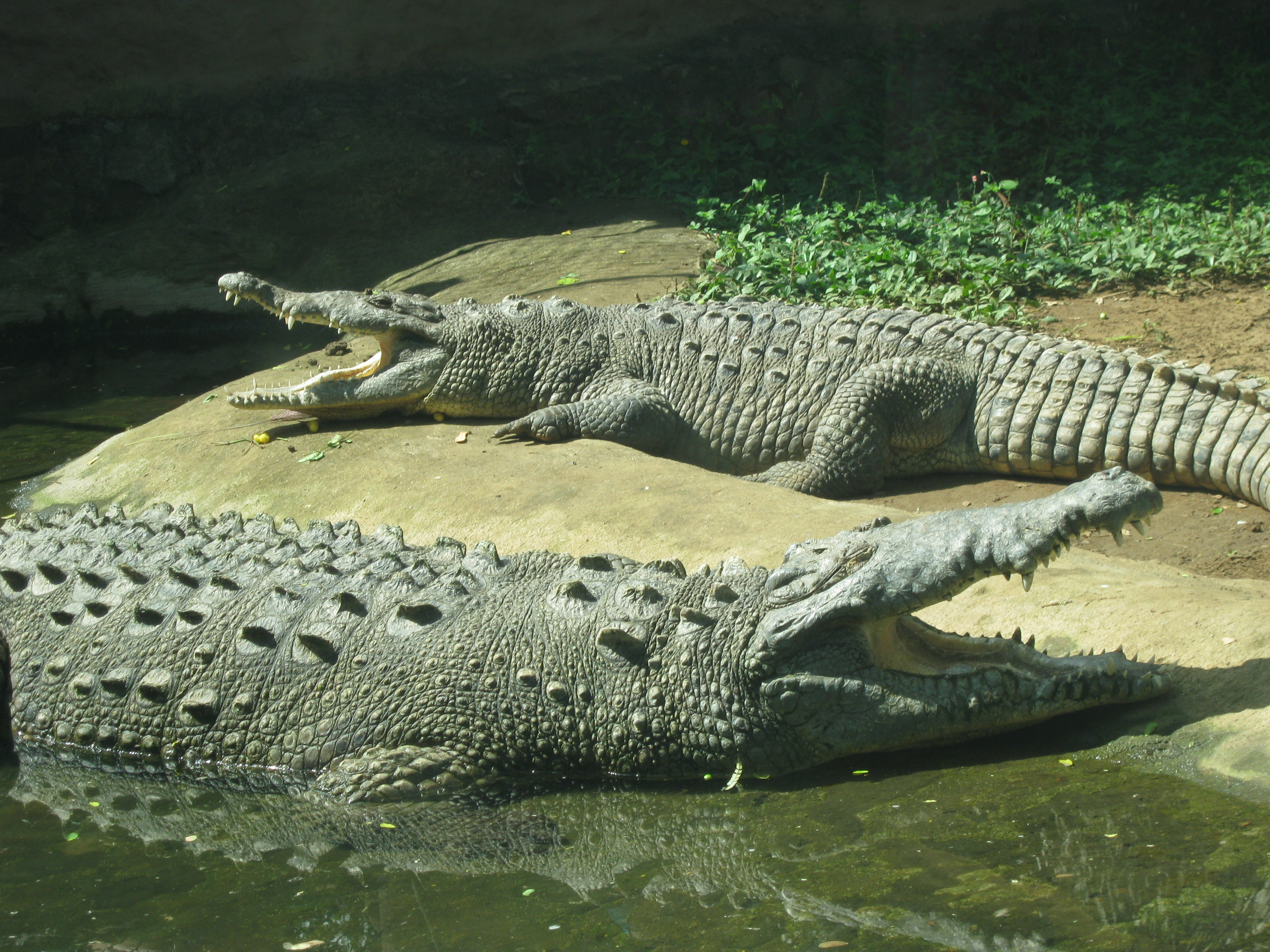
Krokodilok
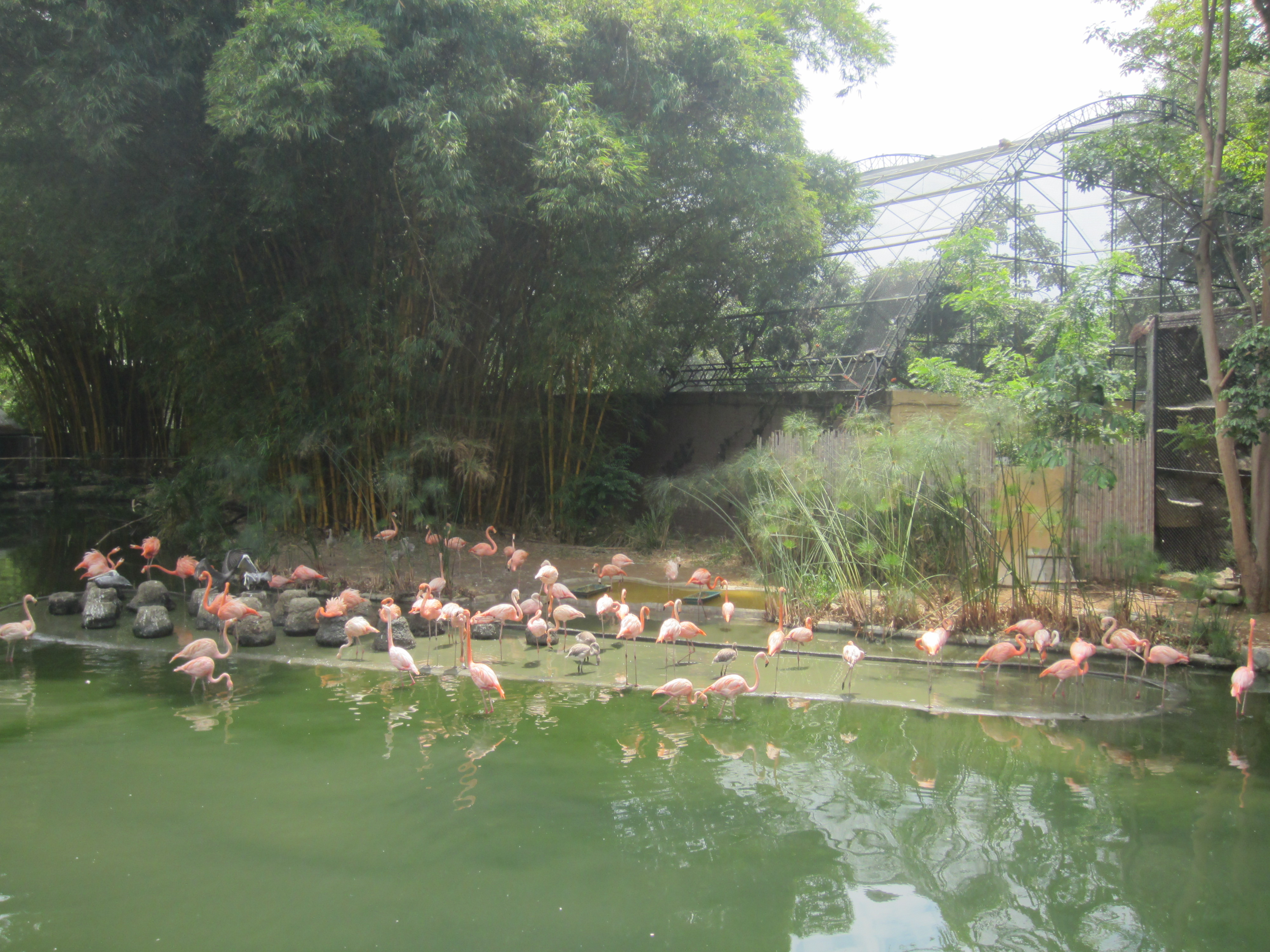
Flamingók
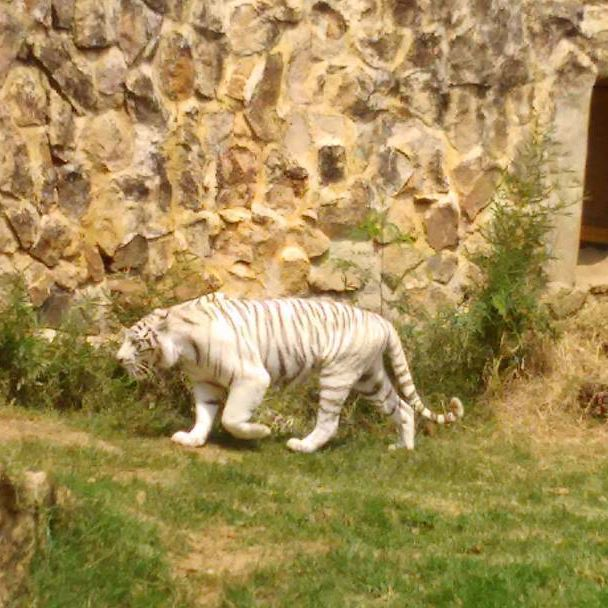
Tigris